# Веприк (Фастівський район)
Ве́прик — село в Україні, у Фастівському районі, Київської області, центр Веприцького старостинського округу Фастівської міської громади. Населення становить 1053 осіб.

## Географія
У селі бере початок річка Веприк, права притока Ірпеня.

## Історія

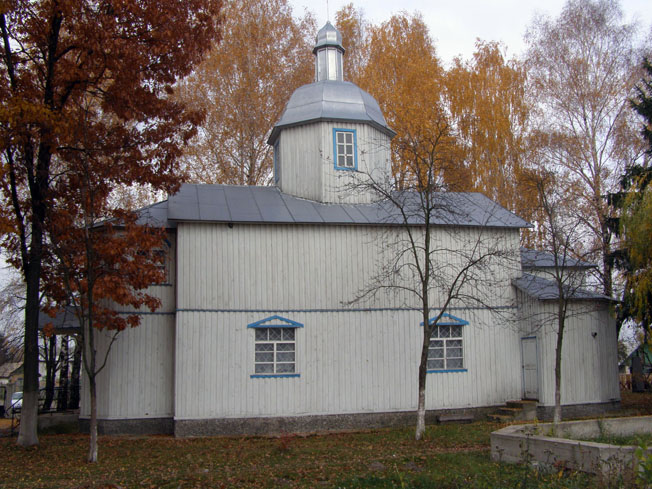
Церква Святої Параскеви (Веприк)

Веприк — дуже стародавнє село біля Фастова, на частині місця якого та хутора Млинок в сиву давнину було укріплене поселення-городище. У літописах згадується, як «урочище Веприн», що своєю назвою зобов'язане великій кількості вепрів у цьому краї на той час, на яких полювали києво-руські князі (хоча в селі старожили розповідають також легенду про міфічного козака Вепра, що першим у козацькі часи облюбував це місце).
У книзі історика Павла Клепатського «Очерки по истории Киевской земли. Литовский период» зазначається, що близько 1455 року київський князь Олелько Володимирович своєму вірному слузі Олехні Сохновичу подарував помістя, до складу якого поряд з іншими входили «селисче Белки, селисче Мохнач, селисче Веприки, селисче Островы над Ирпенем и Унавою», що засвідчує факт існування села у XV столітті.
У XIX ст.в селі Веприк була заснована єврейська колонія "Образцовая" для євреїв-землеробів.[джерело?]

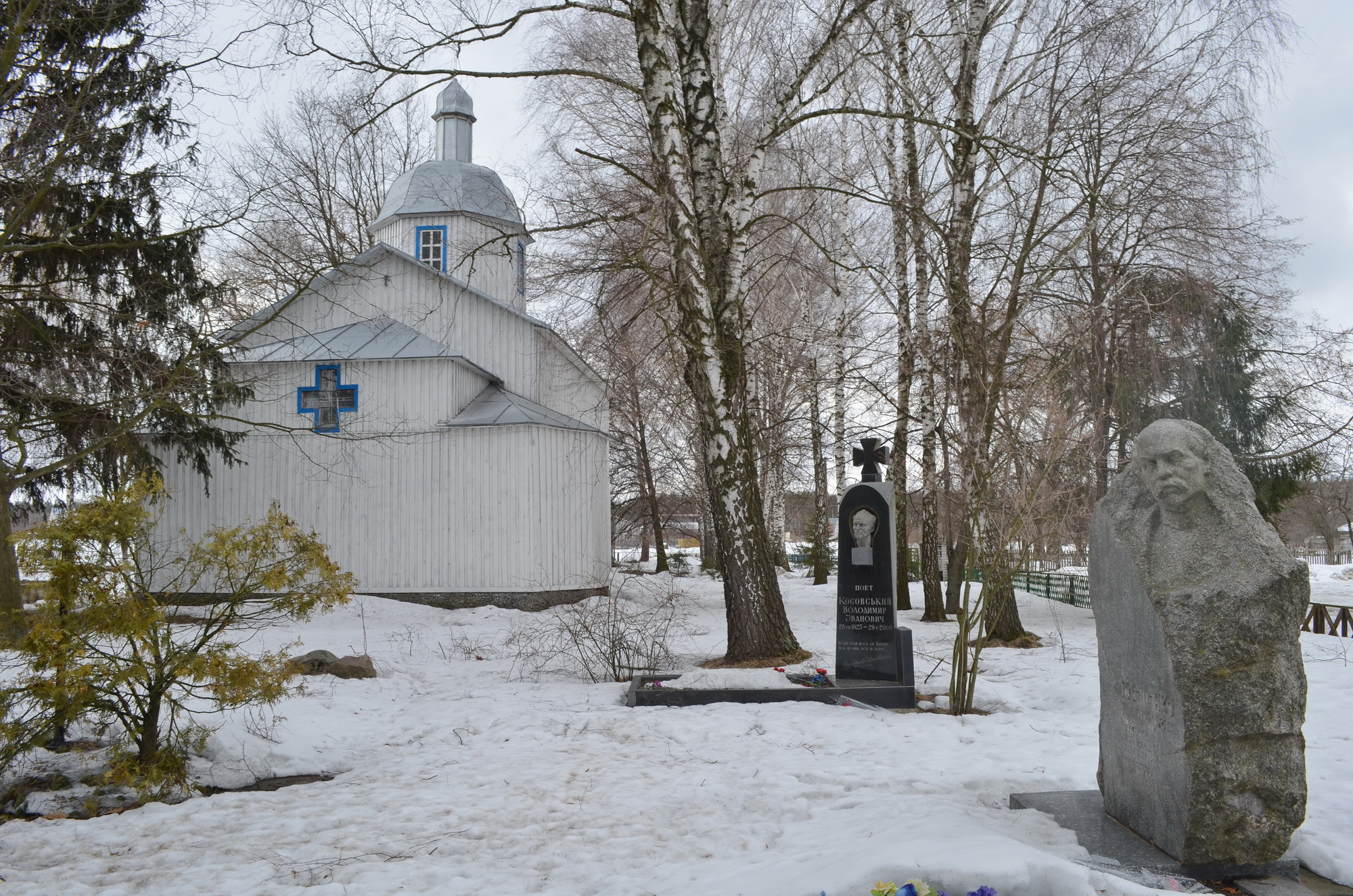
Могила українського композитора Кирила Стеценка у с. Веприк

У 1918 році у селі Веприк почала діяти «Просвіта» на чолі з викладачем М. Артасевичем. У 1928-му репресували учасника «Просвіти» Михайла Михайловича Неграша.

## Пам'ятки

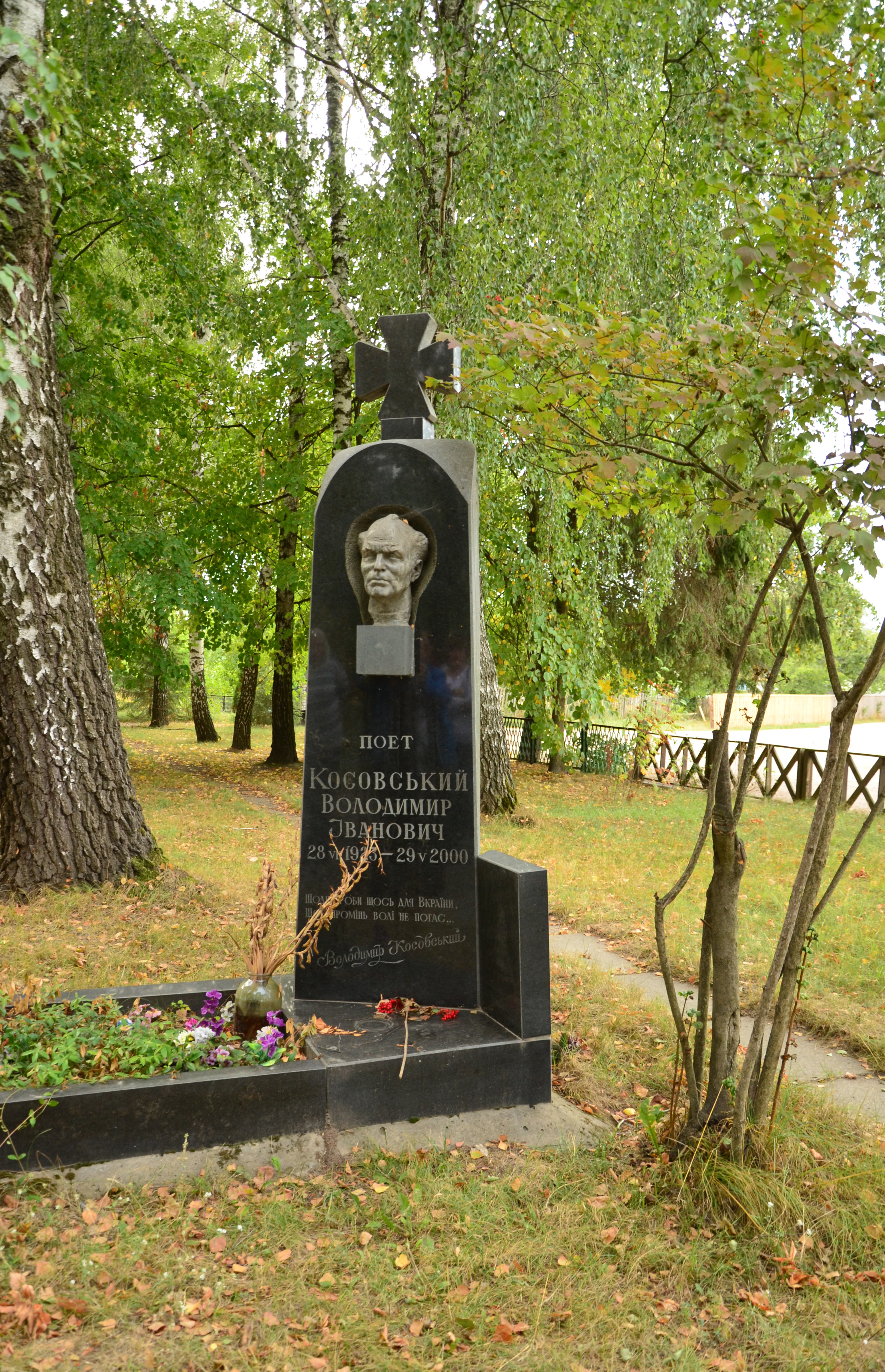
Пам'ятник поету В. І. Косовському у с. Веприк

У селі є дерев'яна церква Святої Параскеви. Вона нова, але збудована на старому цегляному фундаменті. При її будівництві намагалися відтворити зовнішній вигляд храму-попередника (1856), у якій колись проводив богослужіння Кирило Стеценко.

## Музей
Діє Меморіальний музей Кирила Стеценка.

## Відомі люди

### Народилися
- Віктор Цибуленко — олімпійський чемпіон
- Микола Цибуленко — один із організаторів збройних сил України, генерал-майор.
- Леонід Козаченко — український політик, громадський діяч, колишній віце-прем'єр-міністр України.
- Володимир Косовський — український поет і письменник, громадський і культурний діяч.
- Ольга Косовська (Михайличенко) — громадський діяч, політв'язень.

За одними даними, також Антін Синявський (12 липня 1866 — 2 лютого 1951) — український політичний і громадський діяч, економіко-географ, історик, економіст, педагог, доктор географічних наук, професор Київського університету.

### Пов'язані з селом
- У селі поховані Кирило Григорович Стеценко і його дружина Євгенія Антонівна.

## Джерело
- Wepryk // Słownik geograficzny Królestwa Polskiego. — Warszawa : Druk «Wieku», 1893. — Т. XIII. — S. 212. (пол.)